# Степаненко, Пётр Игнатьевич
Пётр Игнатьевич Степаненко (7 ноября 1915 — 19 апреля 1945) — советский офицер, танкист, Герой Советского Союза.

## Биография
Родился 7 ноября 1915 года в селе Незамаевское Кубанской области (ныне Тихорецкого района, Краснодарского края) в семье казака. Петру Степаненко не было ещё трёх лет, когда в огне Гражданской войны погиб его отец, сражаясь против отрядов Шкуро в рядах Красной Армии. Спустя 2 года заболела тифом и умерла мать. В 1920 году пятилетний Пётр вместе со своими старшими сёстрами Маргаритой и Наташей был определён в Майкопский 
детский дом № 1 Воспитывался в детдоме в городе Майкоп (ныне Республика Адыгея). Русский. Окончил 7 классов и первый курс автодорожного техникума. Работал счетоводом, бухгалтером.
В армии с января 1937 года. Окончил Орловское бронетанковое училище имени М. В. Фрунзе в 1939 году.
Участник Великой Отечественной войны с июня 1941 года. Воевал командиром танкового взвода, роты, батальона, заместителем командира танковой бригады (Юго-Западный фронт, Белорусский фронт, Западный фронт, Центральный фронт, 1-й Белорусский фронт. 4 раза ранен. Член КПСС с 1943 года.

## Подвиг
14 января 1945 года командир 257-го танкового батальона (108-я танковая бригада, 9-й танковый корпус, 1-й Белорусский фронт) майор П. И. Степаненко умело организовал прорыв обороны противника на Пулавском плацдарме у села Кшивда (Польша) и овладел его опорным пунктом. Был ранен, но не покинул поля боя.
22 января 1945 заменил начальника штаба бригады, организовал взаимодействие частей и подразделений, что способствовало овладению бригадой города Цюллихау (ныне Сулехув, Польша), форсированию Одера и захвату плацдарма на его левом берегу.
Звание Герой Советского Союза присвоено Указом ПВС СССР от 24 марта 1945 года.
Погиб в бою 19 апреля 1945 года в пригороде Берлина Германия, город Панков.

## Награды и звания
- Герой Советского Союза (24 марта 1945[2]);
- два ордена Ленина (15 января 1944[3], 24 марта 1945[2])
- два ордена Красного Знамени (8 августа 1943[4], 20 июля 1944.[5]);
- орден Отечественной войны I степени (31 июля 1942[6]);
- медаль «За оборону Москвы» (1 мая 1944[7]).

## Память

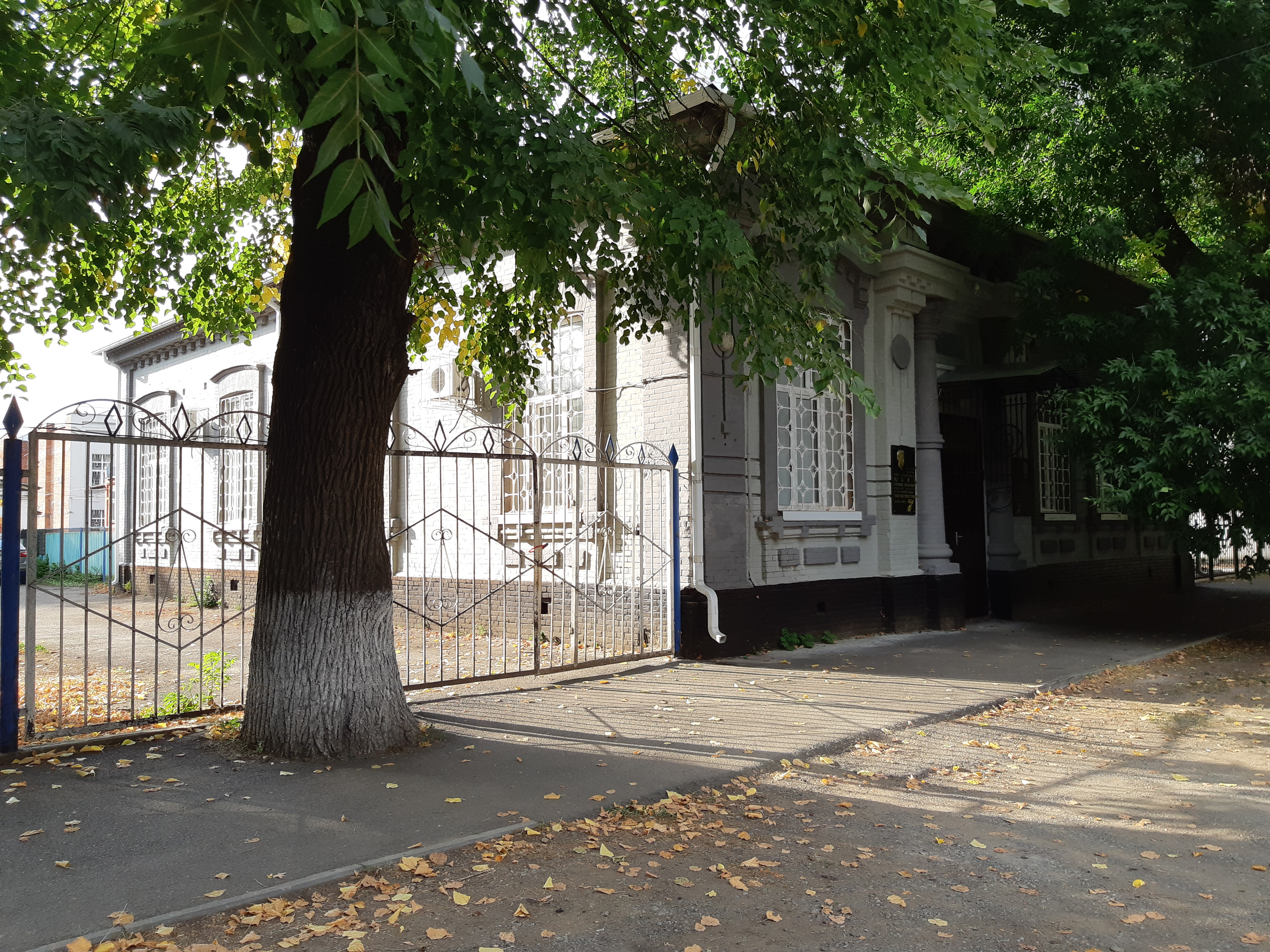
Здание, где в детском доме воспитывались герои Советского союза Н.Л. Юдин и П.И. Степаненко

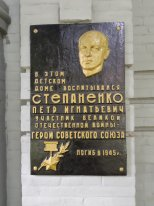
Мемориальная доска Степаненко П.И. 15.5.18 Майкоп

- Имя Героя высечено золотыми буквами в зале Славы Центрального музея Великой Отечественной войны в Парке Победы города Москвы
- В Майкопе на здании детдома № 1, где воспитывался Герой, установлена мемориальная доска.